# 2012年ロンドンオリンピックのブルガリア選手団
2012年ロンドンオリンピックのブルガリア選手団（2012ねんロンドンオリンピックのブルガリアせんしゅだん）は、2012年7月27日から8月12日にかけてイギリスの首都ロンドンで開催された2012年ロンドンオリンピックのブルガリア選手団、およびその競技結果。

## 概要
今大会は銀メダル2個、銅メダル1個の合計3個のメダルを獲得した。

## メダル
| メダル | 選手名             | 競技                 | 種目                     |
| ------ | ------------------ | -------------------- | ------------------------ |
| 銀     | スタンカ・ズラテバ | レスリング           | 女子フリースタイル72kg級 |
| 銀     | ミルカ・マネバ     | ウエイトリフティング | 女子63kg級               |
| 銅     | テルベル・プレフ   | ボクシング           | 男子ヘビー級             |